# 明承法親王
明承法親王（1367年—1396年5月9日），是日本南北朝時代和室町時代的法親王，生父母是後光嚴天皇及橘繁子，後圓融天皇的異母弟。

## 履歷
明承法親王師承三千院覺叡法親王，受親王宣下後出家，法號明承。同時，他在嘉慶二年（1388年）二月到明德三年（1412年）十二月擔任天台座主，到應永三年（1396年）四
月去世。